# 第140师团
第140师团（Dai-hyakuyonjū Shidan）是日本帝国陆军的一个步兵师团。它的代号是护东兵团（Koto Heidan）。该师团于1945年2月28日在藤泽组建。

## 行动

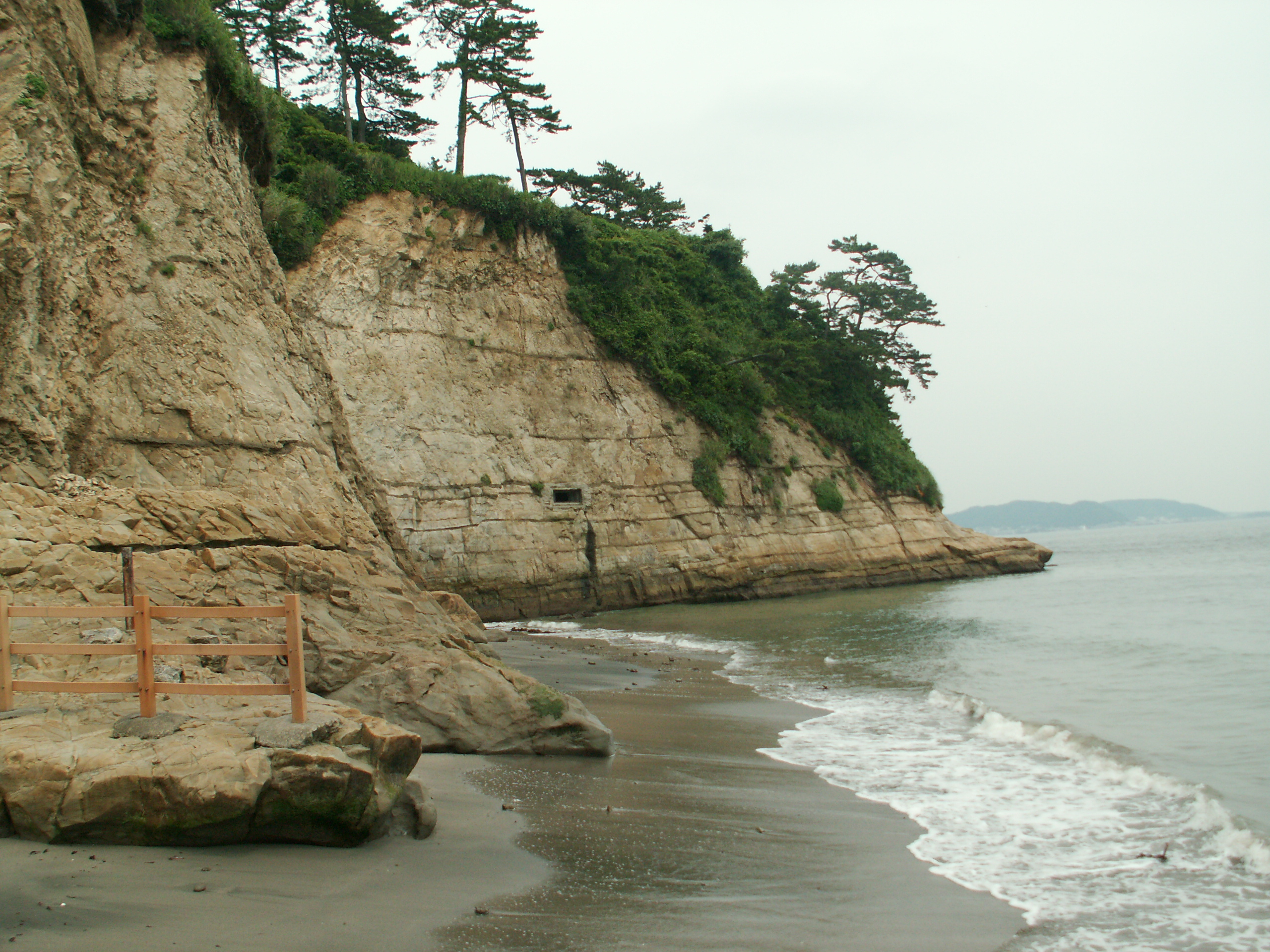
第140师团在稻村崎建造的防御工事

第140师团的任务是防御湘南沿海地区。其第401步兵团驻守镰仓山，第402步兵团驻守八王子市，第403步兵团驻守藤泽市，第404步兵团驻守五胜村（今藤泽）。该师团一直驻守在该地区，直到日本投降，没有任何交战。